# Laterantraktaten
Laterantraktaten eller Lateranoverenskomsten er en aftale indgået den 11. februar 1929 mellem Kongeriget Italien og Vatikanet, der gjorde Vatikanet til en selvtændig stat med paven som monark. Den afløste Garantiloven fra 1871, der sikrede pavens ukrænkelighed inden for Vatikanområdet, retten til at holde en livgarde og til at føre sit eget diplomati.